# Generalitats
Les generalitats o drets del general era la manera genèrica com s'anomenaven els tributs bàsics creats per les Corts dels diversos regnes de la Corona d'Aragó. Incloïen el dret d'entrades i eixides i el dret de la bolla.

## Història
En el cas català, foren les Corts de Montsó (1362) les que donaren lloc a la creació de la Generalitat de Catalunya com a institució permanent per a la seva recaptació i administració. Per tal de poder atendre les necessitats econòmiques del rei en temes de defensa, les Corts Catalanes feien aportacions dels seus braços que les recaptaven mitjançant censals o fogatges. La dimensió que prengueren aquestes aportacions, especialment arran de la guerra dels dos Peres en l'època de Pere el Cerimoniós, aconsellaren crear un nou tribut basat en la producció i venda de draps (comerç en fort desenvolupament) i en les entrades i eixides (exportació-importació).
Després d'haver reglamentat el nomenament de dotze diputats, amb caràcter temporal, a les corts de Cervera (1359), per tal que s'encarreguessin de la recaptació, fou a les Corts de Montsó (1362) on el nou tribut esdevingué permanent i general a tot el territori, garantint unes finances pròpies administrades per una institució estable, depenent de les Corts.